# 1851 en arts plastiques
| Années des arts plastiques : 1848 - 1849 - 1850 - 1851 - 1852 - 1853 - 1854    |
| Décennies des arts plastiques : 1820 - 1830 - 1840 - 1850 - 1860 - 1870 - 1880 |

Mme Moitessier, portrait d’Ingres.

Cette page concerne l'année 1851 en arts plastiques.

## Événements
- 15 août - 31 octobre : ouverture du Salon de Bruxelles de 1851[1].

## Œuvres
- Vers 1851-1852 : Un peu de conversation, peinture à l'huile sur toile de Lilly Martin Spencer.
- La Charité, peinture à l'huile sur toile d'Antonio Rotta.

## Naissances
- 5 janvier : Louis Hista, peintre français († 9 mars 1934),
- 14 janvier : Théophile de Bock, peintre néerlandais († 22 novembre 1904),
- 15 janvier : Georges Joseph Rasetti, peintre, céramiste et graveur français († 22 juillet 1938),
- 18 janvier :
  - Albert Aublet, peintre français († 1938),
  - Victor Fulconis, sculpteur, peintre et illustrateur français († 3 septembre 1913),
- 25 janvier : Adolfo Tommasi, peintre italien († 4 octobre 1933),
- 27 janvier : Jan Chełmiński, peintre de bataille polonais († 1925),
- 28 janvier : Pierre Carrier-Belleuse, peintre français († 29 janvier 1932),
- 2 février : George Mosson, peintre  et dessinateur franco-allemand († 3 septembre 1933),
- 3 février : Wilhelm Trübner, peintre allemand († 21 décembre 1917),
- 11 février : Carel Frederik Cordes, photographe et peintre néerlandais († 21 octobre 1927),
- 12 février : Adrien Schulz, peintre et céramiste français († 15 janvier 1931),
- 9 mars : Eugène de Barberiis, peintre français († 29 novembre 1937),
- 19 mars :
  - Léo-Paul Robert, peintre suisse († 10 septembre 1923),
  - Julien Dupré, peintre français († avril 1910),
- 22 mars :
  - Paul Descelles, peintre français († 5 juillet 1915),
  - Alexeï Kivchenko, peintre russe († 2 octobre 1895),
- 30 mars : Julien Le Blant, peintre français († 28 février 1936),
- 19 avril : Đorđe Krstić, peintre réaliste serbe († 30 octobre 1907),
- 1er mai : Enrique Atalaya, peintre espagnol et français († 26 juin 1913),
- 4 mai : Charles Frédéric Abram, peintre français († 8 mai 1936),
- 23 mai : Luis Ricardo Falero, peintre espagnol († 7 décembre 1896),
- 25 mai : Henri Boutet, dessinateur et graveur français († 9 juin 1919),
- 29 mai : Léon Joubert, peintre français († 29 mars 1928),
- 11 juin : Maxime Dastugue, peintre français († 23 octobre 1909),
- 8 juillet : Michel Engels, dessinateur et peintre luxembourgeois († 2 novembre 1901),
- 16 juillet : Sergueï Miloradovitch, peintre d'histoire et de scènes de genre russe puis soviétique, enseignant et académicien de l'Académie russe des beaux-arts († 4 février 1943),
- 22 juillet : Eugène Plasky, peintre belge († 4 mars 1905),
- 26 juillet : Charles Toché, peintre, affichiste et illustrateur français († 31 août 1916),
- 30 juillet : Jules Jacques Labatut, sculpteur français († 1935),
- 4 août : Francesco Paolo Michetti, peintre et photographe italien († 5 mars 1929),
- 12 août : Albert Bettannier, peintre français († 17 novembre 1932),
- 17 août : Wilhelm Peters, peintre norvégien († 18 novembre 1935),
- 8 septembre : Paul Roux, peintre, aquarelliste et graveur français († 21 mars 1918),
- 19 septembre : Paul Biva, peintre et dessinateur français († 13 juin 1900),
- 20 septembre : Julia Antonine Girardet, aquarelliste, romancière et compositrice de musique franco-suisse († 8 mars 1921),
- 30 septembre : Carlo Anadone, peintre et photographe italien († 8 mars 1941),
- 17 octobre : Édouard Pail, peintre français († 6 décembre 1916),
- 25 octobre : Adrien Demont, peintre français († 25 octobre 1928),
- 26 novembre : Jules Contencin, peintre français († 1925),
- 27 novembre :
  - Gustave Henri de Beaumont, peintre et dessinateur suisse († 25 septembre 1922),
  - Giovanni Battista Castagneto, peintre italo-brésilien († 29 décembre 1900),
- 28 novembre : Pierre Ucciani, bijoutier, expert en joaillerie-orfèvrerie, peintre et marchand d'art français († 18 février 1939),
- 8 décembre : Émile Schuffenecker, peintre postimpressionniste français († 31 juillet 1934),
- 10 décembre : Alfred Ronner, peintre belge († 22 octobre 1901),
- 15 décembre :
  - Carl Gustaf Hellqvist, peintre d'histoire suédois († 19 novembre 1890),
  - Franz Hinterholzer, peintre paysagiste autrichien († 22 octobre 1928),
- 20 décembre :
  - Eugène Courboin, illustrateur et peintre français († 1915),
  - Thérèse Schwartze, peintre de portraits hollandaise († 23 décembre 1918),
- 25 décembre : Édouard Marty, peintre de genre et de paysages, illustrateur, dessinateur, portraitiste et aquarelliste français († 8 mars 1913),
- 31 décembre : Arthur Dussault, peintre et homme politique français († 8 mars 1929),
- ? :
  - Oreste Costa, peintre italien († 1901),
  - Emilio Gola, peintre italien († 1923),
  - Tamagno, peintre et affichiste italien († 1933).

## Décès
- 9 janvier : Michel Martin Drolling, peintre français (7 mars 1789),
- 5 avril : Ion Negulici, peintre roumain (° 1812),
- 13 avril : Jean-Baptiste Biscarra, peintre italien (° 22 février 1790),
- 29 avril : Ferdinand Theodor Dose, peintre allemand (° 3 avril 1818),*
- 4 mai : Diana Conyngham Ellis, artiste botanique irlandaise (° 1813),
- 14 mai : Melchior Boisserée, artiste allemand (° 23 avril 1786),
- 10 juillet : Louis Daguerre, peintre, photographe et inventeur (° 18 novembre 1787),
- 8 décembre : André Jolivard, peintre paysagiste français (° 15 septembre 1787),
- 19 décembre : William Turner, peintre, aquarelliste et graveur britannique (° 23 avril 1775).
- ? : Seigai Sakumura, peintre japonais (° 1786).